# Silkeborg Idrætsforening
 Der er for få eller ingen kildehenvisninger i denne artikel, hvilket er et problem. Du kan hjælpe ved at angive troværdige kilder til de påstande, som fremføres i artiklen.

Silkeborg Idrætsforening, Silkeborg IF eller SIF er en idrætsforening fra den midtjyske by Silkeborg. Klubben blev grundlagt 26. april 1917 med en række idrætsafdelinger, men kendes i dag bedst for fodboldafdelingen Silkeborg IF Fodbold, hvor førsteholdet spiller i Superligaen. Silkeborg IF blev danmarksmestre i 1994 og vandt pokalturneringen i 2001 med en sejr på 4-1 i Parken over AB. Klubbens træningsbaner ligger ved Søholt, mens hjemmekampe spilles på Mascot Park. I 2013 blev det besluttet af Silkeborg IF Invest A/S i samarbejde med Silkeborg Kommune, at hjemmekampene fremtidigt skal afvikles på JYSK Park, der stod færdigt i juni, 2017 hvor klubben åbnede med en 2-1-sejr over AGF Navnet skyldes, at JYSK-grundlægger Lars Larsen er medsponsor af projektet, og købte rettighed til stadionnavnet de næste 20 år. Kent Nielsen er nuværende cheftræner for klubben. Han tiltrådte som cheftræner d. 20 Juni 2019.

## Silkeborg IF Fodbold

### Historie
Klubbens fodboldafdeling spillede i de bedste jyske rækker, indtil den i 1962 var på lynvisit i 3. division. I 1966 rykkede den op i 2. division.
I 1982 tog klubben det afgørende skridt mod dansk topfodbold. Det skete ved oprettelsen af selskabet SIF Fodbold Support A/S, et professionelt selskab, som skulle stå for topfodbolden. Det resulterede i en oprykning i 1987 til landets bedste række, 1. division, til fodbolddanmarks store overraskelse.[kilde mangler] Blandt andet skrev en journalist fra Politiken: "Det vil være en overraskelse, hvis Silkeborg får tilkæmpet sig et hjørnespark". Klubben markerede sig dog allerede i sin tredje kamp i den bedste række ved at slå Danmarks altdominerende hold, Brøndby IF, med 1-0 på hjemmebane.
I 1994 nåede Silkeborg IF sit hidtidige sportslige højdepunkt, da den senere danske landstræner, svenske Bo Johansson, førte klubben frem til det danske mesterskab. Det så ikke ud til sejr efter et 4-1 nederlag til FCK. FCK snublede på målstregen i deres kamp mod OB og Silkeborg kunne snuppe deres første DM-titel med deres 2-0 sejr over Aab. I de kommende år var de med til at præge toppen af rækken med sølvmedaljer i 1998, bronzemedaljer i 1995 og 2001 samt sejr i Pokalturneringen i 2001. 
Efter frasalg af flere profiler endte holdet i 2003 blot på 11. pladsen i Superligaen og rykkede dermed ned. Opholdet i 1. division varede dog kun en enkelt sæson, og så var klubben tilbage i den bedste danske liga. Efter efter et par middelmådige sæsoner måtte klubben dog, efter sæsonen 2006-2007, atter rykke ned.
Siden 2006 har SIFs andethold spillet i 2. division Vest, men blev tvangsnedrykket til Danmarksserien i forbindelse med førsteholdets nedrykning fra superligaen i sæsonen 2006/2007.
I 2008 lavede klubben det største økonomiske sats i klubbens historie. Der blev foretaget en kapitaludvidelse på 150-200 mio. kroner. En del af planen var at købe Papirfabrikken, et kulturelt og erhvervsmæssigt samlingspunkt i Silkeborg. Derved blev to af byens klenodier koblet sammen. Desuden ændrede man navn til Silkeborg IF Invest A/S.
I sæsonen 2008/09 spillede Silkeborg i 1. division, men med en 2. plads efter Herfølge Boldklub på 1. pladsen, sikrede de sig oprykning til Superligaen, hvor de har spillet fra sæsonen 2009/2010. 2. holdet blev i øvrigt nr. 1 i Danmarksseriens kreds 3, men kunne ikke rykke op i 2. division Vest, da kvoten for superligaklubbernes 2. hold er fyldt op i denne division.
I sæsonen 2013/14 spillede SIF i NordicBetligaen, efter de sammen med AC Horsens rykkede ned fra Superligaen i sommeren 2013.
I sæsonen 2014/15 ansatte Silkeborg IF den tidligere AGF-træner og Silkeborg-spiller Peter Sørensen, som efter en skuffende efterårssæson på ny sikrede Silkeborg IF oprykning til Superligaen sammen med AC Horsens og Lyngby. Peter Sørensen har efterfølgende fået titlen som manager i Silkeborg IF.
I 2013 gik forundersøgelserne i gang til et nyt fodboldstadion i Silkeborg. Projektet blev præsenteret og godkendt senere i 2013 og byggeriet begyndte i november 2015. Silkeborg IF Invest og Silkeborg Kommune står bag byggeriet af det nye stadion, der kommer til at koste i omegnen af 130 millioner kroner. Lars Larsen har betalt 15 millioner kroner for navnesponsoratet JYSK Park og byens største private arbejdsplads, Jyske Bank, har betalt 10 millioner kroner for navnerettigheder til den ene tribune. JYSK Park ligger ved Søholt Idrætspark lige ved siden af Silkeborgmotorvejen og håndboldklubben Bjerringbro-Silkeborg Voels nuværende hjemmebane, JYSK Arena. Det gamle stadion, Mascot Park, er beliggende i Sydbyen i den modsatte ende af Silkeborg, og er per August 2017 ved at blive revet ned. 
Klubben rykkede op i Superligaen, i 2018/2019 sæsonen. De sikrede sig direkte oprykning ved at komme på 1. pladsen i NordicBet Ligaen. Michael Hansen var vikarierende cheftræner for klubben i 2018/2019 sæsonen. Dette var fordi, Kent Nielsen først kunne tiltræde i klubben, i 2019/2020 sæsonen. Michael Hansen lykkedes med at rykke op med klubben, og efterlod dermed et Superliga hold til Kent Nielsen. Michael Hansen overtog rollen som "Head of Coaching" efter at han blev afløst som cheftræner. Kent Nielsen tiltrådte som cheftræner d. 20 Juni 2019.